# キセキ動画ファクトリー そんなBANANA!
『キセキ動画ファクトリー そんなBANANA!』（キセキどうがファクトリー そんなばなな!）は、日本テレビ系列（一部地域を除く）で放送されたバラエティ番組・特別番組である。

## 出演者

### MC
- バナナマン

### アシスタント
- 小熊美香（日本テレビアナウンサー）

### 挑戦者
- 吉村崇（平成ノブシコブシ）
- 千葉雄大
- LiLiCo
- ラブリ
- 武井壮
- 佐野岳
- 今野浩喜（キングオブコメディ）

### ナレーション
- 藤田大介（日本テレビアナウンサー）

## ネット局
| 放送対象地域   | 放送局                    | 系列                                         | 放送日時                    | 遅れ日数   |
| -------------- | ------------------------- | -------------------------------------------- | --------------------------- | ---------- |
| 関東広域圏     | 日本テレビ（NTV）         | 日本テレビ系列                               | 2013年1月3日 23:49 - 24:44  | 制作局     |
| 北海道         | 札幌テレビ（STV）         | 日本テレビ系列                               | 2013年1月3日 23:49 - 24:44  | 同時ネット |
| 青森県         | 青森放送（RAB）           | 日本テレビ系列                               | 2013年1月3日 23:49 - 24:44  | 同時ネット |
| 岩手県         | テレビ岩手（TVI）         | 日本テレビ系列                               | 2013年1月3日 23:49 - 24:44  | 同時ネット |
| 秋田県         | 秋田放送（ABS）           | 日本テレビ系列                               | 2013年1月3日 23:49 - 24:44  | 同時ネット |
| 福島県         | 福島中央テレビ（FCT）     | 日本テレビ系列                               | 2013年1月3日 23:49 - 24:44  | 同時ネット |
| 山梨県         | 山梨放送（YBS）           | 日本テレビ系列                               | 2013年1月3日 23:49 - 24:44  | 同時ネット |
| 新潟県         | テレビ新潟（TeNY）        | 日本テレビ系列                               | 2013年1月3日 23:49 - 24:44  | 同時ネット |
| 長野県         | テレビ信州（TSB）         | 日本テレビ系列                               | 2013年1月3日 23:49 - 24:44  | 同時ネット |
| 石川県         | テレビ金沢（KTK）         | 日本テレビ系列                               | 2013年1月3日 23:49 - 24:44  | 同時ネット |
| 福井県         | 福井放送（FBC）           | 日本テレビ系列 テレビ朝日系列                | 2013年1月3日 23:49 - 24:44  | 同時ネット |
| 中京広域圏     | 中京テレビ（CTV）         | 日本テレビ系列                               | 2013年1月3日 23:49 - 24:44  | 同時ネット |
| 近畿広域圏     | 読売テレビ（ytv）         | 日本テレビ系列                               | 2013年1月3日 23:49 - 24:44  | 同時ネット |
| 広島県         | 広島テレビ（HTV）         | 日本テレビ系列                               | 2013年1月3日 23:49 - 24:44  | 同時ネット |
| 山口県         | 山口放送（KRY）           | 日本テレビ系列                               | 2013年1月3日 23:49 - 24:44  | 同時ネット |
| 徳島県         | 四国放送（JRT）           | 日本テレビ系列                               | 2013年1月3日 23:49 - 24:44  | 同時ネット |
| 香川県・岡山県 | 西日本放送（RNC）         | 日本テレビ系列                               | 2013年1月3日 23:49 - 24:44  | 同時ネット |
| 愛媛県         | 南海放送（RNB）           | 日本テレビ系列                               | 2013年1月3日 23:49 - 24:44  | 同時ネット |
| 高知県         | 高知放送（RKC）           | 日本テレビ系列                               | 2013年1月3日 23:49 - 24:44  | 同時ネット |
| 福岡県         | 福岡放送（FBS）           | 日本テレビ系列                               | 2013年1月3日 23:49 - 24:44  | 同時ネット |
| 長崎県         | 長崎国際テレビ（NIB）     | 日本テレビ系列                               | 2013年1月3日 23:49 - 24:44  | 同時ネット |
| 熊本県         | くまもと県民テレビ（KKT） | 日本テレビ系列                               | 2013年1月3日 23:49 - 24:44  | 同時ネット |
| 鹿児島県       | 鹿児島読売テレビ（KYT）   | 日本テレビ系列                               | 2013年1月3日 23:49 - 24:44  | 同時ネット |
| 宮崎県         | テレビ宮崎（UMK）         | フジテレビ系列 日本テレビ系列 テレビ朝日系列 | 2013年1月3日 23:55 - 24:50  | 6分遅れ    |
| 沖縄県         | 琉球放送（RBC）           | TBS系列                                      | 2013年3月2日 9:30 - 10:25   | 58日遅れ   |
| 大分県         | テレビ大分（TOS）         | 日本テレビ系列 フジテレビ系列                | 2013年3月25日 16:52 - 17:53 | 81日遅れ   |

## スタッフ
- 構成：今村クニト、くらなり、中藤洋
- TM：小椋敏宏
- SW：渡辺滋雄
- CAM：津野祐一
- 音声：池田正義
- VE：天内理絵
- 照明：佐野広之
- ロケ技術：スウィッシュ・ジャパン
- 美術プロデューサー：大川明子
- デザイン：熊崎真知子
- 大道具：増子純一
- メイク：奥松かつら
- CG：アイヴリックスタジオ
- イラスト：駒見龍也
- メディアデザイン：別府彩夏、4cast,
- EED：明官充
- MA：大形省一
- 音効：下戸正彦、上島光央
- 協力：NiTRo、日テレアート、ビデオ・パック・ニッポン、ラビットムーンオフィス、日本ビリヤード商工連合会、ディスクドッグジャパン、丸子橋卓球スタジオ、ケッズグループ
- AP：山脇瞳
- AD：真田玲菜
- デスク：保坂淳子
- ディレクター：横山健一／下田亮太、落合圭太、八島崇行、郡亮太
- 演出：村山俊彦
- プロデューサー：藤森和彦、大川英生
- チーフプロデューサー：福地聡
- 制作協力：SDP
- 製作著作：日本テレビ